# Fűnyíró
A fűnyíró olyan gép, amely gyorsan forgó acélpengével vagy damillal vágja a pázsitot. Ezek meghajtása történhet villanymotor, belső égésű motor vagy emberi erő által.

## Története
Az első fűnyírót Edwin Beard Budding angol mérnök tervezte 1830-ban.
A fűnyírók sorozatgyártása az 1860-as években kezdődött.

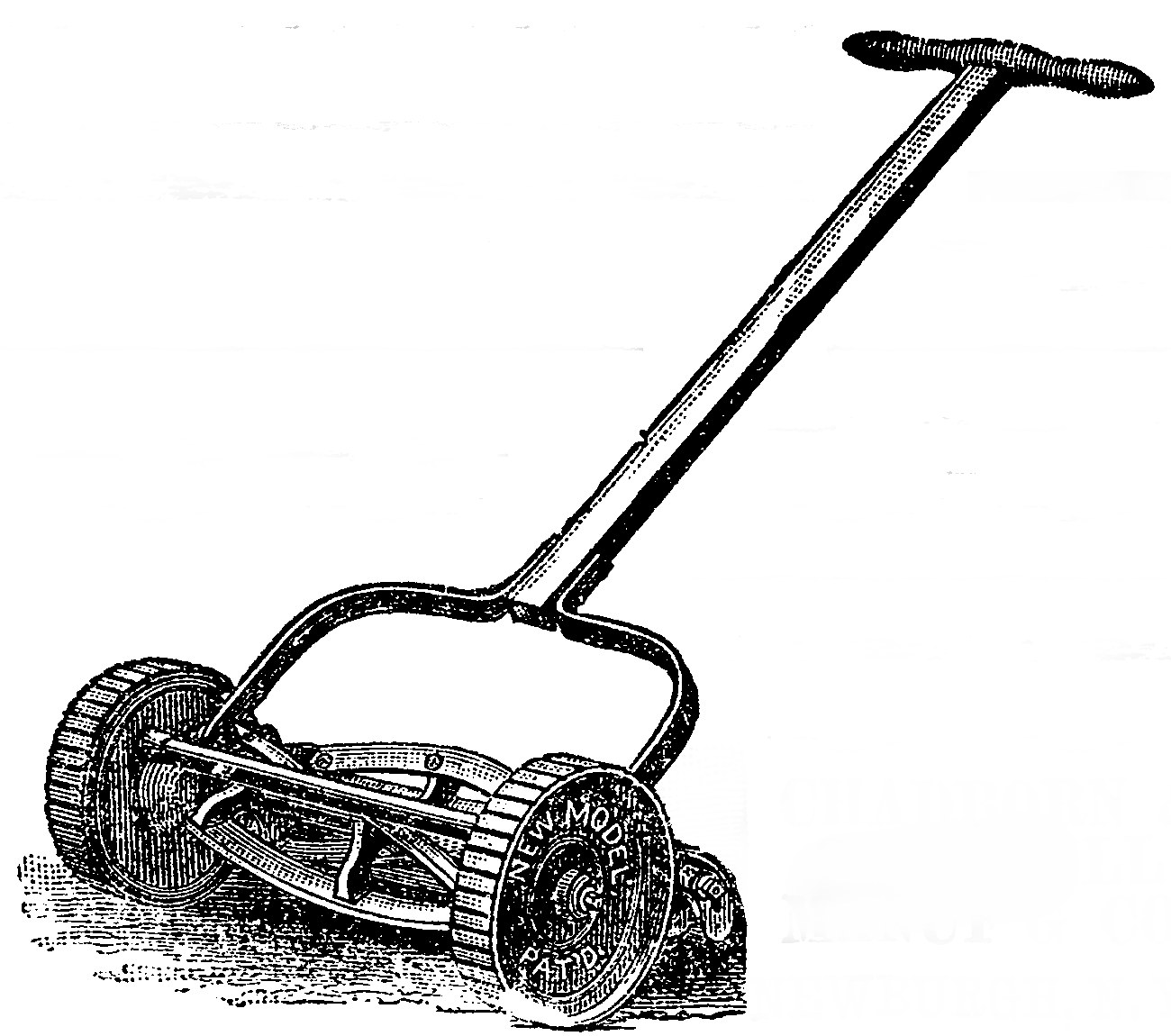
Kézi fűnyíró
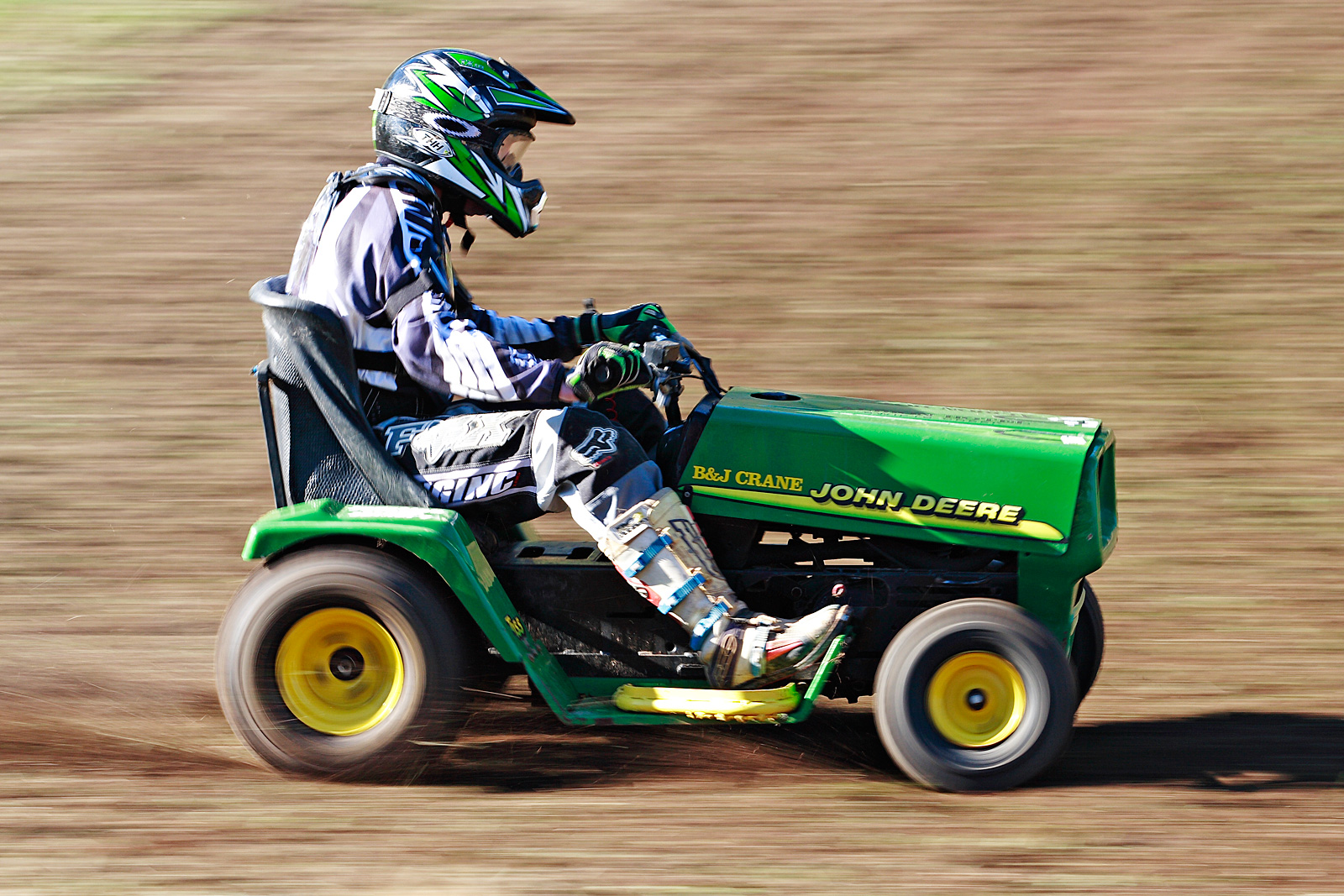
Egy átalakított, 250 cm³-es versenyfűnyíró
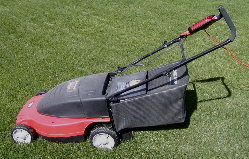
Elektromos fűnyíró

## Használat közbeni veszélyek
A forgó, mozgó éles tárgyak, mint a fűnyíró kése – de a fűnyíró előtt használt kasza, sarló, machete stb. – súlyos sérüléseket tudnak okozni. A gépesített fűnyírás újabb veszélyforrást is hozott magával. Nemcsak a vágási sérülésekre kell gondot fordítani, de a felpattanó kövek is balesetveszélyesek. Az elektromos fűnyíróknál figyelni kell arra, nehogy a villanyvezetéket is elnyírjuk.

## Fűnyírás célja
A fűnyírással a kerti pázsitot vagyis a gyepet nyírjuk egyenletesre, a kert szépségét kívánjuk fokozni a gazmentes, tiszta zöld fűvel. A kerekeken guruló típusnak állítható a magassága, és a lenyírt fű részére önműködő gyűjtőkosárral együtt is kapható. Bizonyos esetekben a gaz eltávolítására kénytelenek vagyunk kézi kiásás vagy gyomlálás módszerét alkalmazni, pl. bálványfa csemeték kivételére. A fű magasságát funkcionális szempont szerint is megválaszthatjuk, pl. maradjon elég hossz a por felfogására, ill. a zöld növények levegőjavító hatásának kifejtésére. Nagyobb nyári melegben a túl rövidre nyírt fű könnyen kipusztul. Ősszel lombhullás után már nem nő a fű, ezért elvileg nem kellene nyírni. A lombot nem feltétlenül szükséges télre eltávolítani, mert hacsak nem káros anyag tartalmú (dió vagy vadgesztenye), akkor táplálhatja a gyepet, és tavasszal az első fűnyíráskor amúgy is eltávolítjuk. Ha a füvet rendszeresen nyírjuk, és eltávolítjuk a nyírt darabokat, akkor szükséges lehet a trágyázás, komposzttal vagy istállótrágyával. Ezt részben pótolja, ha télire rajta hagyjuk a leveleket.